# Dallas Open
Dallas Open er en indendørs ATP 500-tennisturnering for mænd, der afholdes i Dallas, Texas . Arrangementet spilles på Ford Center at The Star. Turneringen blev flyttet hertil fra Uniondale, New York, hvor den var kendt som New York Open. Dallas Open 2022 markerede en tilbagevenden til ATP Tour-turneringen i Dallas, da den sidste Dallas Open blev afholdt i 1983.  I 2024 blev turneringen opgraderet fra en ATP 250 til ATP 500 turnering.

## Tidligere finaler

### Singles
| År               | Vinder           | Finalist        | Score                             |
| ---------------- | ---------------- | --------------- | --------------------------------- |
| ↓ ATP Tour 250 ↓ |                  |                 |                                   |
| 2022             | Reilly Opelka    | Jenson Brooksby | 7-6 (7-5), 7-6 (7-3)              |
| 2023             | Wu Yibing        | John Isner      | 6–7 (3–7), 7–6 (7–4), 7–6 (14–12) |
| 2024             | Tommy Paul       | Marcos Giron    | 7–6(7–3), 5–7, 6–3                |
| ↓ ATP Tour 500 ↓ |                  |                 |                                   |
| 2025             | Denis Shapovalov | Casper Ruud     | 7–6(7–5), 6–3                     |

### Doubles
| År               | Vinder                            | Finalist                          | Score                  |
| ---------------- | --------------------------------- | --------------------------------- | ---------------------- |
| ↓ ATP Tour 250 ↓ |                                   |                                   |                        |
| 2022             | Marcelo Arévalo Jean-Julien Rojer | Lloyd Glasspool Harri Heliövaara  | 7–6 (7–4), 6–4         |
| 2023             | Jamie Murray Michael Venus        | Nathaniel Lammons Jackson Withrow | 1–6, 7–6 (7–4), [10–7] |
| 2024             | Max Purcell Jordan Thompson       | William Blumberg Rinky Hijikata   | 6–4, 2–6, [10–8]       |
| ↓ ATP Tour 500 ↓ |                                   |                                   |                        |
| 2025             | Christian Harrison Evan King      | Ariel Behar Robert Galloway       | 7–6(7–4), 7–6(7–4)     |